# 藍銅ツバメ
藍銅 ツバメ（らんどう ツバメ、1995年2月22日 - ）は日本の小説家。徳島大学総合科学部人間文化学科卒業。

## 来歴
ゲンロン大森望SF創作講座第4期を受講し、2020年に「めめ」で第4回ゲンロンSF新人賞優秀賞を受賞。
2021年に「鯉姫婚姻譚」で日本ファンタジーノベル大賞2021大賞を受賞。翌2022年に『鯉姫婚姻譚』を刊行し単行本デビューする。2025年、『馬鹿化かし』で第14回日本歴史時代作家協会賞新人賞候補。

## 作品リスト

### 単行本
- 『鯉姫婚姻譚』（新潮社、2022年6月 / 新潮文庫、2025年1月）
- 『馬鹿化かし』（集英社、2025年5月）
  - 初出:『小説すばる』2024年2月号 - 10月号

### アンソロジー収録作品
- 「ぬっぺっぼうに愛をこめて」 - 『NOVA』2023年夏号（大森望編、河出文庫、2023年4月）

### 単行本未収録作品
- 「Niraya」 - 『小説すばる』2022年4月号
- 「春荒襖絡繰」 - 『小説新潮』2022年6月号
- 「青蝋百物語」 - 『小説新潮』2022年12月号
- 「夜に身を献ぐ」 - 『小説新潮』2023年12月号
- 「狐のテーブルターニング」 - 『小説新潮』2025年5月号
- 「恋に燃えたドレス」 - 『小説新潮』2025年8月号